# Jakob Wassermann
Jakob Wassermann (10. března 1873 Fürth – 1. ledna 1934 Altaussee) byl německý romanopisec, básník a esejista židovského původu. Patřil k nejčtenějším autorům své doby, jeho literárními souputníky byli Thomas Mann a Arthur Schnitzler. Wassermannova tvorba se zabývá mystikou a etickými otázkami, odráží se v ní dobový vliv psychoanalýzy.
Byl redaktorem časopisu Simplicissimus a divadelním recenzentem. V letech 1926 až 1933 byl členem Pruské akademie umění.
Jeho román ze soudního prostředí Případ Mauricius zfilmoval v roce 1954 Julien Duvivier.
Od roku 1993 se v jeho rodném Fürthu uděluje Literární cena Jakoba Wassermanna.

## Dílo
- Případ Mauricius
- Jeden spravedlivý
- Kryštof Kolumbus – Don Quijote oceánu
- Ulrika
- Kašpar Hauser
  - Zpracováno v Českém rozhlasu v roce 2006 jako dvanáctidílná četba na pokračování. Z překladu Evy Pilařové pro rozhlas připravil Stanislav Migda, v režii Aleše Vrzáka četli: Hana Kofránková, Petr Křiváček, Alfred Strejček a Kryštof Hádek.[3]
- Zlato z Caxamalky a jiné povídky
- Tři stupně Oberlinovy
- Stanleyovo africké dobrodružství
- Advokát Laudin
- Cesta na Golgatu